# Minnesota Timberwolves 1996-1997
La stagione 1996-97 dei Minnesota Timberwolves fu l'8ª nella NBA per la franchigia.
I Minnesota Timberwolves arrivarono terzi nella Midwest Division della Western Conference con un record di 40-42. Nei play-off persero al primo turno con gli Houston Rockets (3-0).

## Roster
| N° | Naz.                   | Ruolo | Sportivo         | Anno | Alt. | Peso |
| -- | ---------------------- | ----- | ---------------- | ---- | ---- | ---- |
| 3  | Stati Uniti (bandiera) | G     | Stephon Marbury  | 1977 | 188  | 82   |
| 5  | Stati Uniti (bandiera) | GA    | Doug West        | 1967 | 198  | 91   |
| 10 | Australia (bandiera)   | G     | Shane Heal       | 1970 | 183  | 82   |
| 11 | Croazia (bandiera)     | C     | Stojko Vranković | 1964 | 218  | 118  |
| 21 | Stati Uniti (bandiera) | A     | Kevin Garnett    | 1976 | 211  | 100  |
| 22 | Stati Uniti (bandiera) | C     | Dean Garrett     | 1966 | 208  | 102  |
| 24 | Stati Uniti (bandiera) | A     | Tom Gugliotta    | 1969 | 208  | 109  |
| 26 | Stati Uniti (bandiera) | G     | James Robinson   | 1970 | 188  | 82   |
| 30 | Stati Uniti (bandiera) | G     | Terry Porter     | 1963 | 191  | 88   |
| 31 | Stati Uniti (bandiera) | G     | Reggie Jordan    | 1968 | 193  | 88   |
| 42 | Stati Uniti (bandiera) | A     | Sam Mitchell     | 1963 | 198  | 95   |
| 43 | Stati Uniti (bandiera) | G     | Chris Carr       | 1974 | 196  | 94   |
| 44 | Stati Uniti (bandiera) | AC    | Cherokee Parks   | 1972 | 211  | 107  |

## Staff tecnico
- Allenatore: Flip Saunders
- Vice-allenatori: Mike Schuler, Randy Wittman, Greg Ballard, Jerry Sichting